# 大聖寺 (土浦市)
大聖寺（だいしょうじ）は、茨城県土浦市にある真言宗豊山派の寺院。

## 歴史
995年（長徳元年）、成尊によって開山された。当初は現在地より約500メートル東に位置しており、「今泉寺」という名称であった。1374年（応安7年）、小田城の城主小田孝朝により「小田城四方護寺」の一つとして常陸国筑波郡田中荘平塚（現・つくば市西平塚）に移転した。その際に「大聖寺」に改称した。ところが東寺が所蔵する「亮恵僧正門弟名帳」によれば、1526年（大永6年）の時点で、「今泉寺」の名称で現在地に戻っていることが判明している。そして1576年（天正4年）までの間に「大聖寺」に再改称している。
江戸時代には土浦藩の歴代藩主土屋氏によって保護され、その末寺等は159か寺を擁し、「檀林所格」の寺格も有していた。ただし、度々火災に遭っており、1863年（文久3年）に本堂が焼失、1897年（明治30年）には本尊の不動明王像を焼失した、現在の不動明王像は新たに迎えられたものである。
1985年（昭和60年）、念願の本堂が再建され、続いて北関東三十六不動尊霊場の第31番札所に指定された。

## 文化財
- 大聖寺山門（土浦市指定文化財 昭和50年8月21日指定）[3]
- 大聖寺四脚門（土浦市指定文化財 昭和50年8月21日指定）[3]
- 絹本両界曼荼羅（土浦市指定文化財 昭和50年8月21日指定）[3]
- 木造不動明王坐像（土浦市指定文化財 昭和50年8月21日指定）[3]
- 大聖寺蔵文書（土浦市指定文化財 昭和55年9月30日指定）[3]
- 石造浮彫大日如来立像（土浦市指定文化財 昭和63年10月22日指定）[3]
- 木造大日如来坐像胎内銘（土浦市指定文化財 平成25年2月28日指定）[3]

## 交通アクセス
- 路線バス北桜ヶ丘停留所より徒歩25分。